# Verso Corporation
Billerud Americas Corporation, vormals Verso Corporation, ist ein US-amerikanischer Papierhersteller. Das Unternehmen stellt hauptsächlich grafische Papiere her und betreibt hierzu sechs Produktionsstandorte in den Vereinigten Staaten.

## Geschichte
Verso wurde 2006 gegründet, nachdem Apollo Global Management die International-Paper-Sparte für gestrichene Papiere für 1,4 Milliarden Dollar übernommen hatte. Apollo brachte den nun eigenständigen Papierproduzenten 2008 durch ein IPO an die Börse. Die stark gefallene Nachfrage nach Katalog- und Magazinpapier brachte das hoch verschuldete Unternehmen in finanzielle Schwierigkeiten und machte die Aktie zu einem Pennystock. Zum Jahresbeginn 2015 wurde der Papierhersteller NewPage übernommen. Im Januar 2016 meldete Verso Gläubigerschutz nach Chapter 11 an. Das Insolvenzverfahren konnte im Juni 2016 nach Umstrukturierungen beendet werden.
Am 19. Dezember 2021 wurde verlautbart, dass BillerudKorsnäs AB das Unternehmen für 825 Millionen Dollar übernehmen wird, am 1. April 2022 war die Übernahme abgeschlossen, seitdem firmiert Verso als Billerud Americas Corporation.

## Produktionsstandorte
Die sechs Papierfabriken des Unternehmens befinden/befanden sich in:
- Jay mittlerweile geschlossen[12]
- Duluth mittlerweile geschlossen
- Escanaba
- Quinnesec
- Stevens Point mittlerweile geschlossen
- Wisconsin Rapids